# ロン・コーブ
ロン・コーブ（Ron Korb）は、カナダ・オンタリオ州トロント出身のフルート奏者、作曲家、作詞家、音楽プロデューサー。また、中国では龍笛、台湾では雷恩寇柏、そして日本ではフルートの貴公子として知られている。

## 音楽スタイル
多様な文化の曲を書き、世界の音楽・管楽器に広く精通していることで知られている。コーブの作品は、クラシック、ジャズ、ラテン、アジアの音楽、ケルト音楽、中東のジャンルにまで及んでいる。その曲の多くは、物語のテーマに基づいた表題音楽で、コンセプト・アルバムの形をとっている。その着想は、しばしばコーブのアジア系祖先の探求と豊富な旅行経験から来ている。

## 教育
小学校でリコーダーを始め、10代の時にアイリッシュ・ファイフ（横笛）とドラムのバンドに加わった。トロント王立音楽院に通う一方、地元の音楽コンクールでいくつかの賞をとった。ジャズ演奏の経験を広げようと1年間ヨーク大学に通った後、トロント大学でクラシックのフルートを学び、奨学金を得て、音楽パフォーマンス科の学位をとり、卒業した。コーブの主任教師はダグラス・ステュアートだったが、ロバート・エイトケン、レイモンド・ギオ、ミシェル・デボストのマスター・クラスにも出席した。
大学時代から優秀だったコーブは、卒業後に中国の竹笛に出会い、アジアの竹笛の音色に興味をそそられた。1991年に来日し、赤尾三千子から雅楽、伝統的な篠笛、龍笛（竹笛）を学んだ。その後彼は世界中を旅し、その土地の笛を学び、収集し、そのコレクションは、200以上にもなる。

## 経歴
20カ国30ソロ・アルバムをいろいろなレコード・レーベルで販売・リリースしている。コーブの最初のアルバム『Tear of the Sun』は、1990年にカナダのニューエイジ・ミュージック・トップ20で第1位に輝いた。彼はまた、オリビア・ニュートン＝ジョン、リオナ・ボイド、マイケル・ダナ、ルネッサンス、ジム・マッカーティのような多くの有名アーティストや、ワールドユースデーのレコーディングで演奏している。彼の才能は、数多くの重要な映画やテレビで発揮され、たくさんのカンヌ国際映画祭受賞プロジェクトやアン・リー、アトム・エゴヤン、ジョン・ウーといった映画監督、ミラ・ナイール（IMDb、インターネット音楽データベースの詳細なリストを参照）のアカデミー賞ノミネートの映画音楽にも携わっている。ロベール・ルパージュの映画『能』の冒頭シーンでは、伝統的な着物を着て能管を演じた。
2001年、コーブはハーバーフロント・センターでの『ワールド・リーダーズ』で、ピーター・ガブリエルのトリビュートとオマージュの共同音楽ディレクターを務めた。彼は、その音楽的才能によりピーター・ガブリエル、ティア・カレル、Arn Chorn Pond、ロリーナ・マッケニット、ジェーン・シベリーとも一緒に仕事をしている。

## 作曲
アルバムの楽器曲を書いたり、文化放送グループのスタッフ・ライターとして働く一方、アジアのメジャーな歌手の曲を作った。アラン・タム（譚詠麟）への曲はダブル・プラチナ・セールスを達成し、もう一人の「香港ポップスのキング」ロマン・タム（羅文）への曲は、香港電台（香港ラジオテレビ）で最優秀オリジナル作曲賞を獲得した。コーブは、またトロント・オリンピック招致の曲を作り、その曲はロイ・トムソン・ホールでトロント交響楽団によって演奏された。
2008年、コーブはレジャー・シラバスからオーストラリア音楽試験委員会フルート部門、クラシック・フルート試験用のフルートとピアノ曲の本を一緒に出すことを依頼され、ダンスと劇場映画の音楽も作曲している。

## コンサート・ツアー
五大陸の各地やイベント等で、演奏している。ワシントンDCのフリーア美術館、アーサー・M・サックラー・ギャラリー、スミソニアン協会。エジンバラ、ワールド・アート・ステージ。オランダ、Arnhem Cathedral。イギリス、グラストンベリー・フェスティバル（Glastonbury Festival）。テアトロ・ナシオナル・デ・パナマ。台湾、中山ホール。上海国際音楽祭、北京世紀劇院、広州孫文記念ホール。彼は、日本でも何度もコンサート・ツアーを行っている。平安神宮、法然院、熊本城、東京・角筈ホール、水戸市民会館、岡山・エスパスホール。また、2005年日本国際博覧会では、カナダ代表として演奏した。加えて、セザリア・エヴォラのオープニング演奏、世界的音楽ボーカリストである朱哲琴（ダダワ）の中国及びカナダ・ツアーにも加わっている。

## ディスコグラフィ
- 2018: World Café
- 2015: Asia Beauty（第58回グラミー賞ノミネート（最優秀ニューエイジ・アルバム））
- 2013: Europa
- 2010: Oriental Angels vs Ron Korb DVD
- 2009: Once Upon A Time
- 2009: Dragon Heart(龍の心)
- 2008: Native Earth (聖靈大地)
- 2007: Ron Korb 龙笛-当代第一魔笛
- 2006: East West Road
- 2006: Our Native Land
- 2005: Rainforest Flute
- 2005: Seasons: Christmas Carols – with Donald Quan
- 2004: Ron Korb Live DVD
- 2004: Ron Korb Live CD
- 2004: Celtic Quest (重返祕世界)
- 2003: The World Of Ron Korb
- 2000: Celtic Heartland (心靈祕境)
- 1999: Taming The Dragon (龍笛)
- 1999: Mada Minu Tomo e (未だ見ぬ友へ)
- 1998: Titanic Journey (タイタニック・愛のテーマ～ケルトの世界)
- 1995: Behind The Mask(東方戀)
- 1994: Flute Traveller
- 1993: Japanese Mysteries –with Hiroki Sakaguchi(坂口裕樹)
- 1990: Tear Of The Sun – with Donald Quan